# The Odd Couple (álbum)
The Odd Couple es el segundo álbum de estudio de Gnarls Barkley, fue lanzado en descarga digital (En ITunes Store y Amazon MP3) el 18 de marzo, y en tiendas el 25 de marzo de 2008.

## Lista de canciones
Todas las letras escritas por Ceelo Green, toda la música compuesta por Danger Mouse. 
| N.º   | Título                                        | Duración |  |
| 1.    | «Charity Case»                                | 3:14     |  |
| 2.    | «Who's Gonna Save My Soul»                    | 3:17     |  |
| 3.    | «Going On»                                    | 2:56     |  |
| 4.    | «Run (I'm a Natural Disaster)»                | 2:25     |  |
| 5.    | «Would Be Killer»                             | 2:55     |  |
| 6.    | «Open Book»                                   | 3:22     |  |
| 7.    | «Whatever»                                    | 2:21     |  |
| 8.    | «Surprise»                                    | 3:42     |  |
| 9.    | «No Time Soon»                                | 2:57     |  |
| 10.   | «She Knows»                                   | 2:50     |  |
| 11.   | «Blind Mary»                                  | 3:27     |  |
| 12.   | «Neighbors»                                   | 3:07     |  |
| 13.   | «A Little Better»                             | 3:10     |  |
| 14.   | «Run (I'm a Natural Disaster) (Instrumental)» | 2:43     |  |
| 43:26 |                                               |          |  |

- Datos: Q1060825